# Cloniophorus maynei
Cloniophorus maynei es una especie de escarabajo longicornio del género Cloniophorus, tribu Callichromatini, subfamilia Cerambycinae. Fue descrita científicamente por Lepesme y Breuning en 1955.

## Descripción
Mide 22,5-24 milímetros de longitud.

## Distribución
Se distribuye por República Democrática del Congo.